# Šerm na Letních olympijských hrách 1960
Šerm na Letních olympijských hrách 1960.

## Medailisté

### Muži
| Kategorie            | Zlato | Stříbro | Bronz |
| -------------------- | --- | --- | --- |
| Fleret - jednotlivci | Viktor Ždanovič · Sovětský svaz (URS)                                                                                           | Jurij Sisikin · Sovětský svaz (URS)                                                                                    | Albie Axelrod · Spojené státy americké (USA)                                                                       |
| Kord - jednotlivci   | Giuseppe Delfino · Itálie (ITA)                                                                                                 | Allan Jay · Velká Británie (GBR)                                                                                       | Bruno Chabarov · Sovětský svaz (URS)                                                                               |
| Šavle - jednotlivci  | Rudolf Kárpáti · Maďarsko (HUN)                                                                                                 | Zoltán Horváth · Maďarsko (HUN)                                                                                        | Wladimiro Calarese · Itálie (ITA)                                                                                  |
| Fleret - družstvo    | Sovětský svaz (URS) · Viktor Ždanovič · Mark Midler · Jurij Rudov · Jurij Sisikin · German Svešnikov                            | Itálie (ITA) · Alberto Pellegrino · Luigi Carpaneda · Mario Curletto · Aldo Aureggi · Edoardo Mangiarotti              | Tým sjednoceného Německa (EUA) · Jürgen Theuerkauff · Tim Gerresheim · Eberhard Mehl · Jürgen Brecht               |
| Kord - družstvo      | Itálie (ITA) · Giuseppe Delfino · Alberto Pellegrino · Carlo Pavesi · Edoardo Mangiarotti · Fiorenzo Marini · Gianluigi Saccaro | Velká Británie (GBR) · Allan Jay · Michael Howard · John Pelling · Bill Hoskyns · Raymond Harrison · Michael Alexander | Sovětský svaz (URS) · Valentin Černikov · Guram Kostava · Arnold Černuševič · Bruno Chabarov · Alexandr Pavlovskij |
| Šavle - družstvo     | Maďarsko (HUN) · Tamás Mendelényi · Rudolf Kárpáti · Pál Kovács · Zoltán Horváth · Gabor Delneki · Aladár Gerevich              | Polsko (POL) · Andrzej Piątkowski · Emil Ochyra · Wojciech Zabłocki · Jerzy Pawłowski · Ryszard Zub · Marian Kuszewski | Itálie (ITA) · Wladimiro Calarese · Giampaolo Calanchini · Pierluigi Chicca · Roberto Ferrari · Mario Ravagnan     |

### Ženy
| Kategorie            | Zlato | Stříbro | Bronz |
| -------------------- | --- | --- | --- |
| Fleret - jednotlivci | Heidi Schmidová · Tým sjednoceného Německa (EUA) | Valentina Rastvorovová · Sovětský svaz (URS)                                                                         | Maria Vicolová · Rumunsko (ROU)                                                                            |
| Fleret - družstvo    | Sovětský svaz (URS) · Valentina Prudskovová · Alexandra Zabelinová · Ljudmila Šišovová · Taťjana Petrenková · Galina Gorochovová · Valentina Rastvorovová | Maďarsko (HUN) · Györgyi Szekely-Marvalics · Ildikó Rejtőová · Magda Nyáriová · Katalin Juhászová · Lídia Dömölkyová | Itálie (ITA) · Bruna Colombettiová · Velleda Cesari · Claudia Pasini · Irene Camberová · Antonella Ragnová |

### Přehled medailí
| Pořadí | Země                           | Zlato | Stříbro | Bronz | Celkově |
| ------ | ------------------------------ | ----- | ------- | ----- | ------- |
| 1.     | Sovětský svaz (URS)            | 3     | 2       | 2     | 7       |
| 2.     | Maďarsko (HUN)                 | 2     | 2       | 0     | 4       |
| 3.     | Itálie (ITA)                   | 2     | 1       | 3     | 6       |
| 4.     | Tým sjednoceného Německa (EUA) | 1     | 0       | 1     | 2       |
| 5.     | Velká Británie (GBR)           | 0     | 2       | 0     | 2       |
| 6.     | Polsko (POL)                   | 0     | 1       | 0     | 1       |
| 7.     | Rumunsko (ROU)                 | 0     | 0       | 1     | 1       |
| 7.     | Spojené státy americké (USA)   | 0     | 0       | 1     | 1       |